# Phil Tollestrup
Phil Tollestrup, (nacido el 21 de octubre de 1949 en Raymond, Alberta)  es un exjugador y exentrenador de baloncesto canadiense. Con 2.01 de estatura, su puesto natural en la cancha era el de alero. Fue el primer extranjero del Saski Baskonia.

## Selección de Canadá
Fue internacional por Canadá, jugando los siguientes eventos:

### Mundiales
- Puerto Rico 1974 8/14

### Juegos Olímpicos
- Montreal 1976 4/12